# Щупак Тарас Ярославович
Щупак Тарас Ярославович (1 липня 1974, м. Львів, Українська РСР, СРСР — 10 травня 2024, с. Лук'янці, Харківська область, Україна) — капітан Збройних Сил України, учасник російсько-української війни, який загинув під час російського вторгнення в Україну.

## Життєпис
Тарас Щупак народився 1 липня 1974 року в місті Львів, Україна.
Навчався у Середній загальноосвітній школі  №90 м. Львова. Після школи вступив до Львівського національного університету імені Івана Франка, де здобув фах на фізико-математичному факультеті. Поруч з тим став офіцером запасу.
По завершенню навчання працював в різноманітних сферах, впродовж останнього часу здійснював комерційну діяльність на місцевій металобазі.
З початком російського вторгнення в Україну у лютому 2022 року добровольцем став на захист України. Боровся проти держави-терориста у складі 125-ї окремої бригади територіальної оборони ЗСУ.
16 жовтня 2022 року, ворог розпочав активні штурмові дії з метою захоплення населеного пункту Торське, Донецької області та вирівнювання лінії бойового зіткнення по річці Жеребець. Лейтенант Тарас Щупак командиром 60мм міномету, в складі розрахунку, виконував прикриття і відбиття ворожого штурму на двох спостережних пунктах. Розрахунки під його командуванням ефективно уразили три цілі у складі до відділення живої сили противника.
16 грудня 2022 року Тарас Щупак надав першу домедичну допомогу і організував евакуацію пораненого особового складу позиції в числі 3-х військовослужбовців мінометної батареї, які отримали ураження внаслідок влучання ворожого снаряду на точку, де вони здійснювали прикриття особового складу підрозділу.
23 січня 2023 року вдалося уразити з 82мм міномету УАЗ СГР, який переміщав особовий склад ворожого противника західніше н.п. Кремінна, Луганської області. Він отримав інформацію від групи розвідки щодо руху ворожої техніки і успішно уразив ціль, забезпечивши ефективну ліквідацію живої сили противника, яка складалась з чотирьох військовослужбовців. Дорозвідка підтвердила результати його дій.
Командування підрозділу високо оцінило вміння Тараса Щупака керувати особовим складом, наявні лідерські якості, тому в січні 2024 року його було призначено на посаду командира мінометної батареї з присвоєнням нового офіцерського звання – капітан.
10 травня 2024 року ворог розпочав стрімкий наступ вздовж усього кордону України на території Харківської області, з метою відсунення Збройних Сил України від займаних позицій.
Тарас Щупак вийшов в складі розрахунку прикривати позиції підрозділу від переважаючих сил противника. Близько 08:17, ворог почав здійснювати спробу взяти в кільце спостережний пункт, розрахунок вийшов на допомогу, щоб зменшити щільність вогню противника. Протягом 09:00-10:00 вдалося уразити особовий склад противника у складі до відділення і спинити активний наступ.
Близько 11:24 розрахунок був атакований ударним дроном, внаслідок якого капітан Тарас Щупак отримав несумісні з життям поранення.
Він вирізнявся винятково відповідальним ставленням до роботи. За словами близьких, «Тарас був люблячим чоловіком і татом, завжди жартував і був «на позитиві». Постійно підтримував у складних ситуаціях – на нього завжди можна було розраховувати. Це була чудова, прекрасна, любляча людина».
У травні 2024 року Тараса поховали з усіма військовими почестями на Полі почесних поховань Личаківського кладовища у Львові.
У захисника залишилися дружина, діти і брат.

## Нагороди
У жовтні 2024 року відповідно до указу Президента України № №743/2024 Щупака Тараса за особисту мужність і самовідданість, виявлені у захисті державного суверенітету та територіальної цілісності України, вірність військовій присязі було посмертно відзначено державною нагородою: орденом «За мужність» III ступеня.
1. ↑  Сьогодні Львів прощається з 49-річним Героєм Тарасом Щупаком | Львівська мануфактура новин. www.lmn.in.ua. Процитовано 27 травня 2024.
2. ↑  У Львові поховають у четвер ще одного Героя Тараса Щупака: що відомо про Воїна (ФОТО). Варта 1 (укр.). 16 травня 2024. Процитовано 27 травня 2024.
3. ↑  УКАЗ ПРЕЗИДЕНТА УКРАЇНИ №743/2024 — Офіційне інтернет-представництво Президента України. Офіційне інтернет-представництво Президента України (ua) . Архів оригіналу за 31 березня 2025. Процитовано 9 квітня 2025.